# Pfalziska
Pfalziska (Pälzisch) är en tysk dialekt som talas av cirka 1 miljon i Tyskland (Rheinland-Pfalz, Baden-Württemberg, Hessen, Saarland) samt i angränsande områden i Frankrike.